# جيمي تورانس
جيمي تورانس (بالإنجليزية: Jimmy Torrance)‏ (1 يوليو 1889 في المملكة المتحدة - 2 يوليو 1949) هو لاعب كرة قدم بريطاني (وحمل سابقاً جنسية المملكة المتحدة لبريطانيا العظمى وأيرلندا) في مركز الهجوم. لعب مع نادي فولهام ونادي والسول.